# Altnau
Altnau (toponimo tedesco) è un comune svizzero di 2 347  abitanti del Canton Turgovia, nel distretto di Kreuzlingen.

## Geografia fisica
Altnau si affaccia sul lago di Costanza.

## Storia
Davanti alla frazione di Ruderbaum era probabilmente situato un sito neolitico della cultura di Horgen; la presenza di un secondo sito della cultura di Pfyn è solo ipotizzabile.
Possedimenti dell'Abbazia di San Gallo sono attestati ad Altnau già nell'VIII secolo. Nel 1155 l'imperatore Federico Barbarossa confermò i diritti di proprietà del capitolo del duomo di Costanza sulla corte (Dinghof) di Altnau e sulla chiesa annessa. Attorno al 1300 i diritti di giurisdizione erano esercitati dai baroni von Altenklingen; nel tardo Medioevo passarono a famiglie di Costanza — Schwarz (1378), Tettikofen (1430), Mangolt (1468) — e infine alla città di Costanza (1471-1798).  
Nel 1454 gli abitanti ottennero la cittadinanza di Appenzello, alla quale dovettero rinunciare su istanza del capitolo del duomo. I diritti di patronato, inizialmente del prevosto, passarono nel 1347 al decano del duomo. Dopo l'adesione del villaggio alla Riforma protestante (1528), i pochi cattolici rimasti poterono continuare a usare la chiesa riformata; l'uso paritario cessò nel 1810 con la costruzione di due edifici separati.  
Il primo statuto comunale risale al 1468. Dalla cerealicoltura a rotazione triennale si passò, nel XIX secolo, all'allevamento di bestiame da latte (fondazione del consorzio caseario nel 1880). La viticoltura, praticata dal Medioevo, fu abbandonata nel 1912; nel frattempo si affermò la frutticoltura, attestata già tra XVIII e XIX secolo. Dopo il 1945 gli alberi ad alto fusto furono progressivamente sostituiti da colture a basso fusto.  
La strada lungo il lago fu costruita verso il 1840, la Ferrovia del Seetal nel 1870 (stazione lontana dal centro abitato). Strada e ferrovia non portarono a un particolare sviluppo industriale: tra il 1870 e il 1910 erano attivi numerosi ricamatori, cui si affiancarono la fabbrica di ricami Altwegg (1882) e Walser (1910), il maglificio Sallmann (1883-1967) e lo stabilimento di tessitura serica Setafil (1948-1974). Il cantiere navale aperto nel 1964 ospita dal 1977 una ditta di costruzioni meccaniche.  
Nel 1990 il settore secondario offriva il 35% e il terziario il 47% dei posti di lavoro; i pendolari in uscita erano il 53% e quelli in entrata il 35%.

## Monumenti e luoghi d'interesse

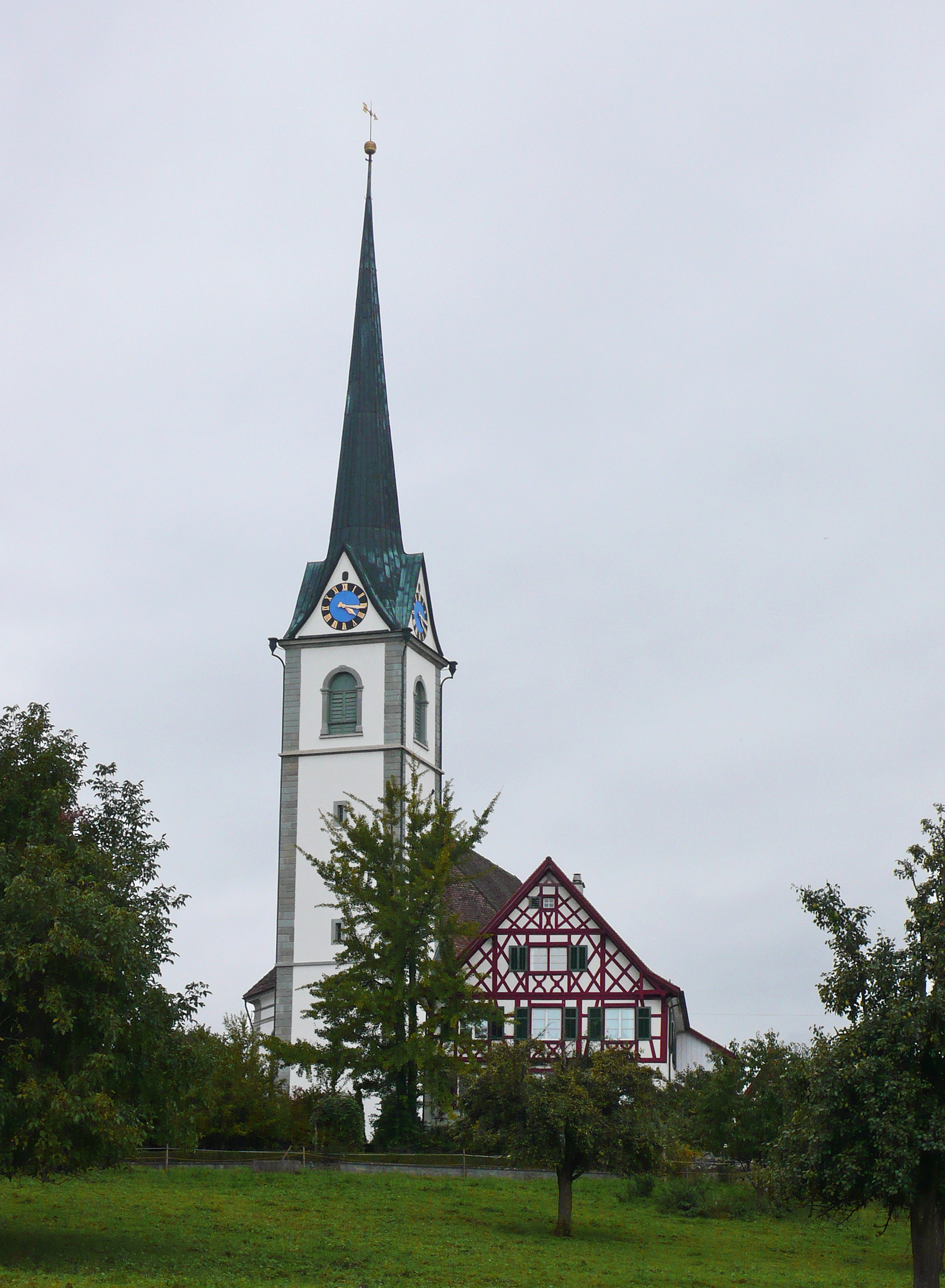
La chiesa riformata

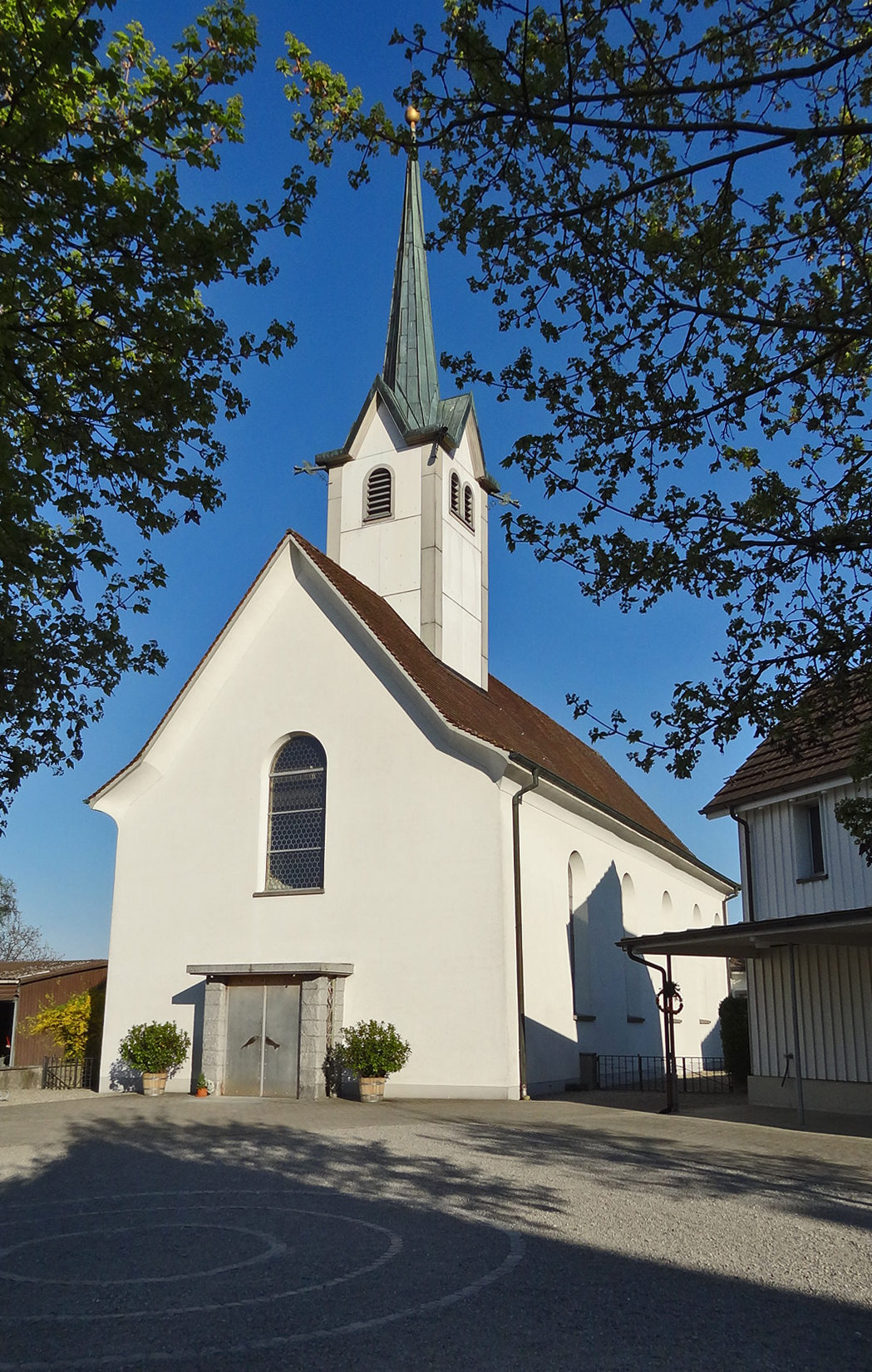
La chiesa cattolica

- Chiesa riformata, eretta nel 1810[2].
- Chiesa cattolica eretta nel 1810[2].

## Società

### Evoluzione demografica
L'evoluzione demografica è riportata nella seguente tabella:
Abitanti censiti

## Amministrazione
Ogni famiglia originaria del luogo fa parte del cosiddetto comune patriziale e ha la responsabilità della manutenzione di ogni bene ricadente all'interno dei confini del comune.

## Infrastrutture e trasporti
Altnau è servito dall'omonima stazione sulla ferrovia Sciaffusa-Rorschach.